# 普林斯顿站 (NJT)
普林斯顿站（英語：Princeton Station）是位于美国新泽西州普林斯顿的铁路车站，毗邻普林斯顿大学校园。车站为新泽西交通运营的普林斯顿支线（俗称Dinky）终点站，连接东北走廊上的普林斯顿枢纽站。

## 历史
车站最初位于拿骚街以北0.15 mi（0.24 km）的布莱尔花园，于1865年启用。
1918年在旧址以南0.25 mi（0.40 km）处新建车站。车站由Alexander C. Shand设计，为学院哥特式建筑风格。普林斯顿大学于1985年购入车站产权。车站于1985年以“客运营运车站主题资源”名义被列入新泽西史迹名录和美国国家史迹名录。
2006年，普林斯顿大学宣布在现有车站处新建艺术中心，并在南侧460英尺（140米）处重建车站。该计划引发部分居民、学生、教职员工和校友的不满。在经历多次法律行动和抗议活动后，老站于2013年8月23日永久关闭，随后在旧址东南方向370英尺（110米）的临时车站启用至2014年11月9日。

## 车站结构
新普林斯顿站于2014年11月17日启用，由建筑师瑞克·喬伊设计。新站房设有一个Wawa便利店。